# Аида Деста
Аида Деста (амх. አይዳ ደስታ; 8 апреля 1927, Аддис-Абеба, Эфиопская империя — 15 января 2013, Алегзандрия (Виргиния), США), при крещении Бисрате Габриэль — эфиопская принцесса, старшая внучка последнего императора Эфиопии Хайле Селассие I. При коммунистическом режиме Менгисту Хайле Мариама была репрессирована, 14 лет провела в тюрьме. Освобождена незадолго до падения режима. Была женой лиуль раса Мангаши Сейюма, лидера Эфиопского демократического союза, активного участника гражданской войны.

## Происхождение
Родилась в семье командующего эфиопской императорской армией раса Десты Демтю. Матерью Аиды Десты была принцесса Тенагневорк Хайле Селассие, старшая дочь Хайле Селассие I, ставшего последним императором Эфиопии. Аида Деста считалась любимой внучкой Хайле Селассие. Императрица Заудиту была её крёстной матерью.
В 1936 году, при поражении Эфиопии в войне с Италией, Аида Деста вместе с другими членами императорской семьи последовала в изгнание. Её отец Деста Демтю остался в Эфиопии и продолжал вооружённое сопротивление оккупантам. В феврале 1937 года он был взят в плен и казнён.

## Принцесса
После освобождения Эфиопии от оккупации в 1941 году и восстановления независимой Эфиопской империи Аида Деста вернулась на родину. Училась в Великобритании, получила историческое образование в Кембридже.
В январе 1949 года в Аддис-Абебе Аида Деста вышла замуж за Мангашу Сейюма, сына раса Сейюма Мангаши. Брак считался исключительно удачным, семейная жизнь — «идиллической». Супруги имели семерых детей — пять сыновей, две дочери.
Аида Деста активно участвовала в общественной жизни монархической элиты, культурных и благотворительных мероприятиях императорского двора. Возглавляла Ассоциацию благосостояния женщин Эфиопии. Была награждена несколькими эфиопскими орденами, а также орденами Бельгии, Бразилии, Греции, Ганы. После назначения Мангаши Сейюма в 1960 году губернатором провинции Тыграй проживала с ним в Мэкэле.

## Заключённая
Эфиопская монархия была свергнута в сентябре 1974 года. К власти пришла марксистско-ленинская группа ДЕРГ, установившая режим «реального социализма». В Эфиопии начались массовые репрессии, затронувшие и членов императорской фамилии. Был арестован и расстрелян брат Аиды Десты адмирал Эскиндер Деста.
Мангаша Сейюм, муж Аиды Десты, скрылся в труднодоступном районе Тыграя и организовал антикоммунистическое повстанческое движение Эфиопский демократический союз (ЭДС). К сопротивлению в рядах ЭДС примкнули также Сейюм Мангаша-младший, сын Аиды Десты, и её двоюродные братья Алене Деста и Мулугета Деста. ЭДС участвовал в гражданской войне против режима Менгисту Хайле Мариама до 1981 года, затем деятельность была перенесена в эмиграцию.
Аида Деста отказалась скрыться или эмигрировать и была арестована в губернаторском дворце. Своё решение мотивировала «дворянской верностью», и Мангаша Сейюм вынужден был согласиться с женой. При обыске принцесса отказалась снимать обувь, оказала физическое сопротивление (наносила женщине-конвойной удары туфлёй по голове) и подверглась избиению.

Целым отрядом Аиду Десту паковали на военный борт. Когда прилетели в Аддис-Абебу, Аида подумала о муже и снова засмеялась: «Лев ушёл из клетки. Скоро с ним повстречаетесь. А львица осталась здесь. Не бойтесь, не загрызу».

Двенадцать женщин из императорской семьи, в том числе Аида Деста, её мать и сёстры, были заключены в военную тюрьму Аддис-Абебы. Условия содержания были крайне суровыми — тесная бетонная камера, матрасы на полу, никогда не выключаемая лампочка — особенно для Аиды Десты, в 1963 году перенесшей интракраниальную аневризму. Заключение было бессудным, конкретных обвинений не предъявлялось.

## Освобождение
В 1988 году эфиопские принцессы были освобождены под давлением международных правозащитных организаций. Аида Деста покинула Эфиопию, перебралась в США и воссоединилась с Мангашей Сейюмом.
В 1991 году режим Менгисту Хайле Мариама был свергнут повстанцами РДФЭН. Новое правительство Мелеса Зенауи разрешило возвращение эмигрантов. Супруги вернулись на родину. Мангаша Сейюм стал легальным политиком, Аида Деста вела частную жизнь. Временами они уезжали из Аддис-Абебы в Алегзандрию. Там Аида Деста и скончалась в возрасте 85 лет.
Мангаша Сейюм называл брак с Аидой Дестой счастливой удачей своей жизни. Он характеризовал жену как высокообразованного человека и активного общественного деятеля, много делавшего для развития страны.
Похоронена Аида Деста в Соборе Святой Троицы Аддис-Абебы. Она пользуется в стране большим уважением, её вспоминают по прозвищу Львица Эфиопии.